# Erythrolamprus festae
Erythrolamprus festae — вид змій родини полозових (Colubridae). Мешкає в Південній Америці.

## Поширення і екологія
Erythrolamprus festae мешкають на східних схилах Анд і на рівнинах Амазонії на сході Еквадору і півночі Перу. Вони живуть у вологих гірських і рівнинних тропічних лісах і хмарних лісах, трапляються на узліссях. Зустрічаються на висоті від 600 до 1680 м над рівнем моря.